# Джадзия Дакс
Джадзия Дакс — персонаж фантастического сериала «Звёздный путь: Глубокий космос 9», старший научный сотрудник станции, близкий друг капитана Сиско и первого офицера стации Киры Нерис. Позже в сериале она становится женой Ворфа, с которым сочетается браком в шестом сезоне сериала. Её персонаж был убит в конце шестого сезона (из-за желания Терри Фаррелл участвовать в другом телешоу). В седьмом сезоне её персонаж заменяет Эзри Дакс.
Джадзия Дакс является триллом. Хотя с виду она молодая женщина, жизнь Джадзии протекает в симбиозе с мудрым и долгоживущим существом, известным как трилл-симбионт по имени Дакс. Эти два существа разделяют один разум, а индивидуальность Джадзии объединяется с рядом особенностей её симбионта — Дакс. Также у Джадзии Дакс есть доступ к опыту и воспоминаниям семи предыдущих носителей симбионта.